# Roland Kostulski
Roland Kostulski, född den 13 juni 1953 i Borna i Tyskland, är en östtysk roddare.
Han tog OS-guld i åtta utan styrman i samband med de olympiska roddtävlingarna 1976 i Montréal.